# Episodi di Dynasty (settima stagione)
La settima stagione della serie televisiva Dynast è stata trasmessa per la prima volta negli Stati Uniti sulla ABC il 24 settembre 1986 e si è conclusa il 6 maggio 1987, posizionandosi al 25º posto nei rating Nielsen di fine anno con il 17,2% di penetrazione e con una media superiore ai 15 milioni di spettatori.
In Italia è stata trasmessa per la prima volta su Canale 5 nel 1988.
| nº | Titolo originale           | Titolo italiano                                    | Prima TV USA      | Prima TV Italia                                   |
| -- | -------------------------- | -------------------------------------------------- | ----------------- | ------------------------------------------------- |
| 1  | The Victory                | La vittoria                                        | 24 settembre 1986 | 29 marzo 1988                                     |
| 2  | Sideswiped                 | La resa dei conti                                  | 1º ottobre 1986   | 5 aprile 1988                                     |
| 3  | Focus                      | Tiro al bersaglio                                  | 15 ottobre 1986   | 12 aprile 1988                                    |
| 4  | Reward                     | Ricompensa meritata                                | 22 ottobre 1986   | 19 aprile 1988                                    |
| 5  | The Arraignment            | L'udienza                                          | 5 novembre 1986   | 26 aprile 1988                                    |
| 6  | Romance                    | Amori                                              | 12 novembre 1986  | 3 maggio 1988                                     |
| 7  | The Mission                | La missione                                        | 19 novembre 1986  | 17 maggio 1988                                    |
| 8  | The Choice                 | La missione                                        | 26 novembre 1986  | 17 maggio 1988                                    |
| 9  | The Secret                 | Il segreto                                         | 3 dicembre 1986   | 24 maggio 1988                                    |
| 10 | The Letter                 | Una lettera per Blake                              | 10 dicembre 1986  | 31 maggio 1988                                    |
| 11 | The Ball                   | Ballo a sorpresa                                   | 17 dicembre 1986  | 7 giugno 1988                                     |
| 12 | Fear                       | Paura                                              | 31 dicembre 1986  | 14 giugno 1988                                    |
| 13 | The Rig                    | Tragico incidente                                  | 7 gennaio 1987    | 21 giugno 1988                                    |
| 14 | A Love Remembered - Part 1 | Ricordi di un amore - Parte 1                      | 14 gennaio 1987   | 4 ottobre 1988                                    |
| 15 | A Love Remembered - Part 2 | Ricordi di un amore - Parte 2                      | 21 gennaio 1987   | 4 ottobre 1988                                    |
| 16 | The Portrait               | Il ritratto                                        | 28 gennaio 1987   | 11 ottobre 1988                                   |
| 17 | The Birthday               | Un compleanno fatale                               | 4 febbraio 1987   | 18 ottobre 1988                                   |
| 18 | The Test                   | Diagnosi senza speranza                            | 11 febbraio 1987  | 25 ottobre 1988                                   |
| 19 | The Mothers                | Dramma per due madri                               | 25 febbraio 1987  | 1º novembre 1988                                  |
| 20 | The Surgery                | Addio al celibato Rapimento La confessione di Adam | 4 marzo 1987      | 8 novembre 1988 15 novembre 1988 22 novembre 1988 |
| 21 | The Garage                 | Addio al celibato Rapimento La confessione di Adam | 11 marzo 1987     | 8 novembre 1988 15 novembre 1988 22 novembre 1988 |
| 22 | The Shower                 | Addio al celibato Rapimento La confessione di Adam | 18 marzo 1987     | 8 novembre 1988 15 novembre 1988 22 novembre 1988 |
| 23 | The Dress                  | Addio al celibato Rapimento La confessione di Adam | 25 marzo 1987     | 8 novembre 1988 15 novembre 1988 22 novembre 1988 |
| 24 | Valez                      | Addio al celibato Rapimento La confessione di Adam | 1º aprile 1987    | 8 novembre 1988 15 novembre 1988 22 novembre 1988 |
| 25 | The Sublet                 | Addio al celibato Rapimento La confessione di Adam | 8 aprile 1987     | 8 novembre 1988 15 novembre 1988 22 novembre 1988 |
| 26 | The Confession             | Addio al celibato Rapimento La confessione di Adam | 22 aprile 1987    | 8 novembre 1988 15 novembre 1988 22 novembre 1988 |
| 27 | The Affair                 | Un amore impossibile                               | 29 aprile 1987    | 29 novembre 1988                                  |
| 28 | Shadow Play                | Una sconvolgente sorpresa                          | 6 maggio 1987     | 6 dicembre 1988                                   |

Cast regolare:

Ritorni.
Episodio 28, Una sconvolgente sorpresa.

- Diahann Carroll (Dominique Devereaux) – eccetto episodi 2, 7/9, 13, 14, 20
- Christopher Cazenove (Ben Carrington) – eccetto episodi 15, 20, 24, 26
- Karen Cellini (Amanda Bedford Carrington) – episodi 1/13
- Jack Coleman (Steven Carrington)
- Joan Collins (Alexis Carrington Colby)
- Linda Evans (Krystle Carrington)
- John Forsythe (Blake Carrington)
- Terri Garber (Leslie Saunders Carrington) – episodi 13, 16/28
- Leann Hunley (Dana Waring) – episodi 4/9, 11/15, 17/28
- John James (Jeff Colby) – episodi 6, 18
- Heather Locklear (Sammy Jo Dean Carrington)
- Ted McGinley (Clay Fallmont) – eccetto episodi 19, 25
- Michael Nader (Dex Dexter)
- Wayne Northrop (Michael Culhane) – eccetto episodi 14, 15, 20, 26/28
- Kate O'Mara (Cassandra 'Caress' Morrell) – episodi 7/10
- Emma Samms (Fallon Carrington Colby) – episodi 1, 6
- Gordon Thomson (Adam Carrington)
- Cassie Yates (Sarah Curtis) – episodi 19/27

Special Guest Star:
- Ricardo Montalbán[11] (Zach Powers) – episodio 8